# Max Hofmeister
Max Hofmeister est un footballeur autrichien né le 22 mars 1913 à Leoben et décédé le 12 avril 2000 dans la même ville. Il évoluait au poste de milieu de terrain.

## Carrière
Il participe avec la sélection olympique autrichienne aux Jeux olympiques de Berlin en 1936. Lors du tournoi olympique, il joue quatre matchs : contre l'Égypte, le Pérou, la Pologne et enfin l'Italie. La sélection autrichienne remporte la médaille d'argent.
En club, il joue en faveur du WSV Donawitz.

## Palmarès
- Médaillé d'argent lors des Jeux olympiques de 1936 avec l'équipe d'Autriche